# کوچخیور
کوچخیور (به لاتین: Kochkhyur) یک منطقهٔ مسکونی در روسیه است که در شهرستان کوراخسکی واقع شده‌است.